# Sebkha Tah
Sebkha Tah är en saltöken på gränsen mellan Marocko och Västsahara.